# メイテック
株式会社メイテック（英: MEITEC CORPORATION）は、機械系、電気・電子系、マイコンソフト系、IT系、化学系の設計・開発技術者を正社員として雇用し、常時1,000社・延べ4,000社の日本の大手製造業に技術者を派遣する特定労働者派遣サービス企業。また、設計解析支援事業なども行っている。各事業所の派遣事業マージン率は27.7%～50.6%と公表している。
持株会社である株式会社メイテックグループホールディングス（英: MEITEC Group Holdings Inc.）は、JPX日経インデックス400およびJPXプライム150指数構成銘柄の一つ。

## 概要
技術者を「期間の定めのない労働契約」で雇用して、製造業にサービスを提供（いわゆるアウトソーシング）する際に「派遣サービス」という業務契約形態をとっている常用雇用型派遣会社。また、エンジニアソリューション事業として、解析・成形の技術支援事業なども行っている。東京証券取引所市場プライムに上場しており、東京都台東区と名古屋市に本社を置く。

## 特徴
- 1974年に設立し、1987年に人材派遣業界で初めて株式を公開している。
- グループで約8,650名（単体約6,660 名）の技術者数を雇用し、全国41拠点でサービスを展開する技術者派遣業界のリーディングカンパニー。
- 創業者は個性的な経営者で有名な関口房朗であるが、1996年に同社代表取締役社長を解任される。
- 研修センターはテクノセンターと呼ばれ、神奈川県厚木市（森の里）、名古屋市本店併設の2箇所にある。神戸（学園都市）は2014年で撤退。
- 2021年3月期の売上げは966億円（連結）であり、そのほとんどが派遣事業を含むエンジニアリングソリューション事業（955億円）である。
- 2014年4月1日付で、長年にわたり代表取締役社長を務めた西本甲介に代わり、取締役執行役員の國分秀世が代表取締役社長に昇格した。西本は会長職に退いた。[3]

## 沿革
- 1974年 - 株式会社名古屋技術センター設立。
- 1985年 - 株式会社メイテックに商号変更。CIを導入。
- 1987年 - 名古屋証券取引所2部上場。
- 1991年 - 東京証券取引所2部上場。
- 1996年 - シンボルマークを現在のものに再変更する。（カラーを赤から青に変更）
- 1998年 - 東京証券取引所、名古屋証券取引所各1部指定替え。
- 2000年 - 国際標準規格ISO9001認証を取得
- 2005年 - 国際標準規格ISO14001認証を取得
- 2009年 - 名古屋証券取引所上場廃止。
- 2013年 - シニアエンジニア特定派遣会社「メイテックEX（ｲｰｴｯｸｽ）」を設立。
- 2015年 - 優良派遣事業者認定制度において「優良派遣事業者」として認定。
- 2016年 - 労働者派遣事業許可を取得。
- 2017年 - メイテックグループの本質を伝える呼称「Engineering Firm at The Core」を制定。
- 2017年 - 本社を東京都港区から台東区に移転。
- 2023年 - 持株会社制へ移行。株式会社メイテック（初代）は株式会社メイテックグループホールディングスに商号変更。事業は株式会社メイテック分割準備会社から商号変更された株式会社メイテック（2代）が継承[1]。

## サービス領域
エンジニア派遣サービス
ハイエンドエンジニアによる製造業の設計・開発部門への派遣サービスを主軸として、幅広いフェーズの技術者を派遣している。
エンジニアリングソリューションサービス
設計・開発のプロセスにおける試作・技術サービスをおこなっている。
グローバル事業
中国現地での中国人エンジニアの教育サービスや日系企業向け人材紹介サービスをおこなっている。
キャリアサポート事業
エンジニアの転職支援サービスや求人ポータルサイトの運営をおこなっている。

## 関連会社
- 株式会社メイテックフィルダーズ
- 株式会社メイテックキャスト
- 株式会社メイテックネクスト
- 株式会社メイテックEX
- 株式会社メイテックビジネスサービス